# Ephraim Chambers

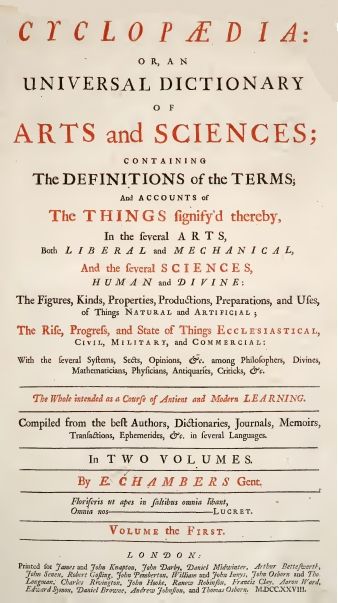
Cyclopaedia (1728)

Ephraim Chambers (ur. 1680 w Kendal, zm. 15 maja 1740 w Islington (dzisiejszy Londyn)), był angielskim pisarzem i encyklopedystą.
Jego dziełem jest wydana w Londynie w 1728 roku Cyclopaedia (Cyclopaedia, or Universal Dictionary of Arts and Sciences).
Nowatorstwo tej encyklopedii polegało m.in. na przyjętej klasyfikacji nauk Francisa Bacona i wykorzystaniu oryginalnego systemu odsyłaczy. W pierwszym tomie znalazł się Plan of the Work (Plan prac).
Cyclopaedia miała 18 wydań, liczne tłumaczenia i stała się powszechnie znaną i używaną encyklopedią w języku angielskim. Denis Diderot pierwotnie planował przetłumaczenie jej na język francuski, lecz ostatecznie zdecydował się na napisanie innego nieco dzieła znanego jako "Encyclopédie", lub jak nazywają ją polscy entuzjaści zawartych w niej antyfeudalnych idei Wielka Encyklopedia Francuska.
Chambers pisywał też dla Literary Magazine (1735-36). Po śmierci w 1740 roku został pochowany na cmentarzu zasłużonych dla Wielkiej Brytanii w Opactwie Westminsterskim.